# نقی معصومی
نقی معصومی (زادهٔ ۴ اسفند ۱۳۱۶ در تهران - درگذشتهٔ ۵ اسفند ۱۳۹۵ در تهران) مدیر فیلم‌برداری اهل ایران بود.

## زندگی و تحصیلات
وی در سال ۱۳۱۶ در تهران متولد شد. نقی معصومی از سال ۱۳۳۸ در اداره کل هنرهای زیبا، به عنوان دستیار فیلم‌بردار و کارآموز شروع به کار کرد و سپس با استفاده از بورس تحصیلی به لندن رفت و از مدرسه سینمایی لندن در رشته تولید فیلم فارغ‌التحصیل شد.

## فعالیت سینمایی
نقی معصومی در طول مسیر کاری خود بیش از ۶۰ فیلم مستند و سینمایی در مقام فیلم‌بردار ثبت و ماندگار کرد. از مهم‌ترین آثار او می‌توان به فیلم‌برداری فیلم یک اتفاق ساده محصول ۱۳۵۲ ساخته سهراب شهید ثالث، به امید دیدار ساخته هوشنگ شفتی، مستند اجتماعی اون شب که بارون اومد محصول ۱۳۴۷ به کارگردانی کامران شیردل و مستند تاریخی معماری اسلامی در دوره صفویه محصول ۱۳۵۵ ساخته منوچهر طیاب اشاره کرد.

## سبک‌کاری
نقی معصومی یکی از هنرمندانِ متعهد به موج نو سینما ایران بود، سینمایی که در دهه ۴۰ و ۵۰ مقابل سینمای عامه‌پسند و مسلط زمانه و به اصطلاح فیلمفارسی ایستاد و سبک نویی از سینما و هنر اجتماعی و انتقادی را به جامعه ایران معرفی کرد. وی علاوه بر فیلمبرداری، تدریس در دانشکده هنرهای دراماتیک و انجمن سینمای جوان را نیز در کارنامهٔ خود دارد.